# C.P. Company
C.P. Company — итальянская компания, производитель одежды, созданная в 1971 году дизайнером Массимо Ости. Первоначальное название — Chester Perry Company, было изменено в 1978 году после судебного разбирательства путем сокращения.
Бренд стал известен благодаря своей линейке функциональной верхней одежды, использованию инновационных тканей, методов её обработки и смелые решения в области дизайна. Самая известная модель — куртка Mille Miglia (Милле Миль, так же известная как Goggle jacket, 1988), с двумя линзами на капюшоне, и одной на запястье, для наручных часов.
Компания C.P. по дизайну одежды часто проводит исследования и разрабатывает военную форму и рабочие костюмы. Она стала известна благодаря своей функциональной верхней одежде в военном стиле, а также использованию инновационных тканей, технологий обработки и дизайна. Её куртка «Mille Miglia» (также известная как «куртка с очками», 1988) имеет две прозрачные линзы на капюшоне — «очки» — и одну на запястье для наручных часов. С 1975 года компания C.P. произвела более 40 000 единиц одежды. Сегодня у бренда много поклонников в английской субкультуре футбольных хулиганов. Компания C.P. продолжает выпускать современные полевые куртки, куртки с мягким капюшоном, толстовки с рукавами-резинками и многое другое.

## Право собственности
В 1984 году Ости продал свою долю в компании GFT (Gruppo Finanziario Tessile), но оставался стилистом бренда до 1994 года. В 1993 году бренд был приобретён Карло Риветти. Риветти сменил название компании с C.P. Company на Sportswear Company. В 2010 году она была продана компании Enzo Fusco FGF Industry S.P.A. В 2015 году интеллектуальная собственность компании была куплена гонконгской группой по производству одежды Tristate Holdings Limited.

## История
Компания C.P. была основана в 1971 году в Болонье, Италия, дизайнером Массимо Ости (1944—2005). Изначально бренд назывался Chester Perry, но после совместного судебного разбирательства с британскими брендами мужской одежды Chester Barrie и Fred Perry в 1978 году название было изменено на C.P. Company. Изначально компания производила футболки с трафаретной печатью графических рисунков, разработанных Osti, но к 1973 году бренд начал выпускать и другую одежду, включая куртки, брюки и рубашки. В 1984 году Ости продал компанию GFT (Gruppo Finanziario Tessile), но продолжал работать в ней дизайнером до 1994 года. В 1993 году компания была куплена Карло Риветти (род. в 1956 году) и стала частью более крупной группы под названием Sportswear Company S.p.A.Массимо Ости ушёл с поста креативного директора в 1994 году, и Ромео Джильи (род. в 1949 году) стал креативным директором бренда, разрабатывая мужскую одежду и запуская линию женской одежды. В 1997 году Морено Феррари (род. в 1952 году) сменил Джильи на посту креативного директора. В 2001 году Алессандро Пунджетти был объявлен новым креативным директором компании и оставался на этой должности до 2009 года, когда Карло Риветти назначил Уоллеса Фолдса (род. в 1979 году) новым главой отдела дизайна. В 2010 году компания C.P. была продана Rivetti компании FGF Industry SpA. В 2012 году Алессандро Пунджетти был повторно назначен креативным директором вместе с Полом Харви. В 2015 году FGF Industry SpA продала компанию Tristate Holdings Limited. В 2019 году Лоренцо Ости, сын Массимо Ости, был назначен президентом C.P. Company. В 2019 году бренд открыл флагманский магазин в Милане, а в сентябре 2020 года — новые магазины в Амстердаме, в июне 2021 года — в Риччоне, а в 2022 году — в Лондоне.

## Крашение одежды и текстильные инновации
Важным элементом эстетики дизайна C.P. Company является использование сложных процессов окрашивания для придания различных оттенков одежде из всей линейки продукции. В 1974 году C.P. Company начала разрабатывать технологию окрашивания всей одежды (Tinto in capo) как метод устранения жесткости новых тканей и придания изношенного вида готовой одежде, включая футболки, брюки, куртки и трикотаж. Компания C.P. создала технологически продвинутую лабораторию по окрашиванию в Раварино, Италия, для разработки процессов окрашивания всей одежды, поскольку в то время не существовало промышленных процессов для такой обработки. Это привело к разработке ряда новых технологий, которые впоследствии были внедрены другими модными брендами. Бренд также разработал новые методы окрашивания одежды, изготовленной из различных волокон, таких как хлопок и нейлон, путём нанесения нескольких красителей за один процесс, что позволяет получить широкий спектр оттенков, в том числе двухцветных. Этот метод позволил компании закупать большие объёмы одного вида сырья по более низкой цене, которое затем можно было использовать в течение нескольких сезонов, при этом оно выглядело совершенно по-разному благодаря используемым процессам окрашивания. Помимо крашения одежды (Tinto in capo), C.P. Company сыграла важную роль в разработке ряда других тканей и способов обработки, включая 50 Fili, бархатную шерсть, каучуковую шерсть и каучуковый лен. Совсем недавно бренд использовал множество других передовых материалов, включая Dynafil TS-70, Dyneema, Chrome, Taylon L, NyBer, P.Ri.S.M, Polartec Alpha, Micro-M и M.T.t.n.

## Исследование на основе одежды
Процесс проектирования C. P. Company изначально основывался на обширном архиве одежды Osti, который использовался для изучения типичных военных, промышленных или утилитарных предметов одежды и переосмысления деталей их дизайна для создания новых моделей. К 1996 году в архиве было более 35 000 предметов одежды. Примером такого подхода к дизайну стал выпуск в 1991 году коллекции Continuative Garments от C.P. Company, в которой каждый сезон выпускались вариации одних и тех же предметов одежды с использованием инновационных методов изготовления и окрашивания, что позволяло преображать эти предметы одежды. Это позволило бренду усовершенствовать и доработать ряд основных предметов одежды, в том числе куртку Mille Miglia, которая была создана на основе швейцарской военной куртки Alpenflage M70 и имела несколько карманов. Куртка Mille Miglia также имела две пластиковые линзы в капюшоне, которые были вдохновлены исследованиями, проведёнными Ости в области защитных капюшонов и противогазов, выпускавшихся во время Второй мировой войны. Первые куртки Mille Miglia были произведены компанией C.P. Company в 1988 году и первоначально были переданы организаторам и участникам гонки на выносливость Mille Miglia (1000 миль), которую бренд спонсировал в 1998 и 1989 годах. В 2009 году компания пригласила дизайнера Айтор Троуп разработает 20-летнюю версию куртки Mille Miglia, которая впоследствии была включена в шорт-лист Музей дизайна, Лондон, на соискание премии «Дизайн года 2010».

## Диапазон защиты в городах
После своего назначения на должность креативного директора Морено Феррари разработал коллекцию Urban Protection, которая была представлена в 1997 году и выпускалась каждый сезон до 2001 года. Она была основана на подходе бренда к созданию повседневной одежды, но если раньше она изготавливалась преимущественно из натуральных волокон, таких как лён, хлопок, кожа и шерсть, то в коллекции Urban Protection почти во всей верхней одежде использовался промышленный нейлон Dynafil TS-70. Кроме того, несколько предметов одежды в ассортименте отличались встроенной технологией, включая фонарики, наушники, персональные будильники и детекторы загрязнения, и получили запоминающиеся названия, такие как Metropolis, Atlas, Life, LED, R.E.M., Move и Rest. Подход Ferrari к городской защите широко интерпретировался как основанный на концепции «не-места», которая была впервые исследована Марком Оге в его книге 1995 года Не-места: Введение в антропологию сверхсовременности. или Эндрю Болтон отметил, что функциональность одежды соответствует переходным пространствам аэропорта, шоссе и метро. Феррари описал эти не-места как "…анонимные пространства, которые уничтожают нашу душу; душу, о которой мы все притворяемся, что забыли, но которая может внезапно появиться, чтобы напомнить нам, кто мы такие и что нам на самом деле нужно. Позже Феррари создал коллекцию Transformables для сезона весна-лето 2000, в которую вошли несколько надувных или трансформирующихся предметов одежды, изготовленных из прозрачного полиуретана синего цвета, усиленного углеродным покрытием. Среди предметов одежды были пальто, превращавшееся в матрас, куртка, надувавшаяся в кресло, и пальто, превращавшееся в воздушного змея. В 2006 году трансформирующаяся парка/воздушный матрас была выставлена в Музее современного искусства в Нью-Йорке и сейчас находится в их постоянной коллекции. Линейка Urban Protection была перезапущена в 2020 году с переработанной курткой Metropolis из Dyneema, которая позиционируется как самое прочное в мире волокно

## Сотрудничество
В рамках празднования 50-летия бренда в 2021 году C.P. Company выпустила серию коллабораций с несколькими другими брендами, включая Patta, adidas Spezial, Barbour, Clarks Originals и Emporio Armani.В 2024 году многолетнее сотрудничество с «Манчестер Сити» по экипировке перед матчем.
В 2023 году была выпущена совместная капсульная коллекция с британским брендом уличной одежды Palace, основанная на переосмыслении классических вещей из собственного архива C.P. Company. Бренд также сотрудничал с рядом музыкантов, включая Кано, Серхио Пиццорно из Kasabian, Лиама Галлахера и группу Gorillaz, для создания капсульных коллекций. Среди известных музыкантов, носивших эту марку, — Ноэль Галлахер, Лиам Галлахер, Без из Happy Mondays и Дэймон Албарн, который носил Mille Miglia, созданные Айтором Троупом, на обложке своего альбома 2014 года Everyday Robots.

## Субкультурное влияние
Повседневная субкультура, возникшая в конце 1970-х годов на футбольных трибунах в Соединённом Королевстве, отличалась тем, что в ней использовались итальянские бренды, которые в то время было трудно найти в Соединённом Королевстве. К середине 1980-х годов в Соединённом Королевстве в повседневной одежде стали носить C.P. Company, а также другие итальянские бренды, такие как Stone Island, Fila, Tacchini, Emporio Armani, Ellesse, Benetton и Fiorucci. Особые куртки, такие как куртка Mille Miglia с очками, а затем и Metropolis, стали культовыми в субкультуре кэжуал благодаря тому, что компания C.P. уделяла особое внимание отличительной верхней одежде. Встроенные очки в куртке Mille Miglia также позволяли владельцам скрывать свою личность от камер видеонаблюдения и полицейских. К концу 1990-х — началу 2000-х годов куртка Mille Miglia, которая выпускалась каждый сезон в рамках линейки Continuative Garments, стала символом субкультуры кэжуал. Футболисты в таких куртках появлялись на многочисленных футболках других брендов, таких как 80s Casuals и Casual Connoisseurs, что подчёркивало культовый статус куртки в субкультуре. Куртка также была представлена на обложке книги Фила Торнтона «Casuals: футбол, драки и мода: история культа террас» 2003 года. В 2022 году на выставке «Искусство террас» в галерее Уокера в Ливерпуле, посвящённой связи между культурой кэжуал и искусством, было представлено несколько работ с изображением куртки, в том числе художников Питера О’Тула, Йенса Вагнера, Джейми Пайка и Пола Кёртиса. В период с 1985 по 1993 год C.P. Company издавала собственный журнал, выходивший раз в два года на итальянском, английском и японском языках, в котором публиковались коллекции новых сезонов. Тираж каждого выпуска составлял 50 000 экземпляров. В 2022 году C.P. Company представила новый журнал под названием Arcipelago, который выходит раз в два года.